# Prinia hypoxantha
Prinia hypoxantha là một loài chim trong họ Cisticolidae.